# Liste österreichischer Filmschauspieler
Diese Liste soll die österreichischen Schauspieler aller Epochen enthalten, die (als Richtwert) in mindestens mehreren Filmproduktionen mitgespielt haben, egal in welchem Land sie produziert wurden. Reine Fernsehschauspieler, die in keinem einzigen Kinofilm eine Rolle gespielt haben, bleiben hier unerwähnt. Viele Schauspieler waren in mehr als einem der angeführten Zeitabschnitte aktiv. Eingeordnet sind sie dort, wo sie ihre Filmkarriere begonnen haben.

## Stummfilm (1906–1930)
Die ersten kurzen Stummfilme österreichischer Produktion kamen 1906 in die Kinos. Die ersten Produktionen österreichischer Filmproduktionsgesellschaften erschienen 1910.
Frauen:
Grete Berger, Elisabeth Bergner, Eugenie Bernay, Sybille Binder, Betty Bird, Hedwig Bleibtreu, Carmen Cartellieri, Mady Christians, Babette Devrient-Reinhold, Josefine Dora, Evelyn Engleder, Olga Engl, Agnes Esterházy, Anna Exl, Grete Freund, Nora Gregor, Mizzi Griebl, Ilka Grüning, Hertha von Hagen, Grit Haid, Liane Haid, Stefanie Hantzsch, Else Heller, Dora Hrach, Jenny Jugo, Dora Kaiser, Franziska Kinz, Leopoldine Konstantin, Josefine Kramer-Glöckner, Elissa Landi, Gilda Langer, Ilse Lind, Grete Lundt, Grete Ly, Marie Marchal, Eva May, Mia May, Lotte Medelsky, Anny Milety, Maria Minzenti, Elisabeth Neumann-Viertel, Hansi Niese, Helene Odilon, Ressel Orla, Ida Orloff, Sophie Pagay, Hedy Pfundmayr, Clementine Plessner, Auguste Pünkösdy, Maria Reisenhofer, Frida Richard, Ellen Richter, Thea Rosenquist, Mela Schwarz, Hedwig Schlichter, Julia Serda, Dagny Servaes, Magda Sonja, Mathilde Sussin, Erika von Thellmann, Helene Thimig, Margarete Thumann, Gisela Werbezirk, Trude Wessely, Gisa Wurm, Maria Zelenka
Männer:
Wolf Albach-Retty, Lutz Altschul, Ekkehard Arendt, Ernst Arndt, Paul Askonas, Ludwig Auer, Felix Basch, Ernst Bath, Karl Baumgartner, Hermann Benke, Teddy Bill, Max Bing, Karl Blasel, Julius Brandt, Willy Danek, Joseph Delmont, Ernst Deutsch, Gustav Diessl, Felix Dörmann, Walter Edhofer, Anton Edthofer, Karl Ehmann, Heinrich Eisenbach, Ferdinand Exl, Karl Farkas, Friedrich Fehér, Olaf Fjord, Hugo Flink, Willi Forst, Rudolf Forster, Alphons Fryland, Alexander Girardi, Franz Glawatsch, Carl Goetz, Alexander Granach, Fritz Greiner, Carl Günther, Emmerich Hanus, Heinz Hanus, Karl Harbacher, Franz Höbling, Josef Holub, Hans Homma, Oskar Homolka, Paul Hörbiger, Fritz Imhoff, Hans Jaray, Eugen Jensen, Egon von Jordan, Franz Kammauf, Oskar Karlweis, Albert von Kersten, Rudolf Klein-Rhoden, Wilhelm Klitsch, Arnold Korff, Fritz Kortner, Georg Kundert, Viktor Kutschera, Walter Ladengast, Henry Lehrman, Fred Louis Lerch, Fritz Lunzer, Oskar Marion, Hubert Marischka, Ferdinand Maierhofer, André Mattoni, Paul Morgan, Hans Moser, Jack Mylong-Münz, Eugen Neufeld, Max Neufeld, Alfred Neugebauer, Michael von Newlinski, Georg Wilhelm Pabst, Max Pallenberg, Heinrich Peer, Ernst Pröckl, Louis Ralph, Georg Reimers, Josef Reithofer, Fritz Richard, Paul Richter, Hans Rhoden, Hermann Romberg, Oscar Sabo, Fred Sauer, Joseph Schildkraut, Wolfgang von Schwind, Oskar Sima, Walter Slezak, Fritz Spira, Ludwig Stössel, Julius Strobl, Erich von Stroheim, Igo Sym, Szöke Szakall, Willy Thaller, Hermann Thimig, Anton Tiller, Otto Tressler, Hans Unterkircher, Robert Valberg, Theodor Weiß, Hans (John) Wengraf, Eduard von Winterstein, Hermann Wlach, Otto Woegerer, Adolf Wohlbrück, Friedrich Zelnik

## Früher Tonfilm (1929–1959)
Frauen:
Rosa Albach-Retty, Mimi Gstöttner-Auer, Viktoria von Ballasko, Senta Berger, Elisabeth Berzobohaty, Tala Birell, Vanessa Brown, Ingeborg Cornelius, Friedl Czepa, Elfriede Datzig, Vilma Degischer, Poldi Dur, Margarethe Dux, Edith Elmay, Maria Emo, Maria Eis, Ilse Exl, Hilde Föda, Helma Gautier, Elfe Gerhart-Dahlke, Adrienne Gessner, Käthe Gold, Anita Gutwell, Waltraut Haas, Marte Harell, Heidemarie Hatheyer, Angelika Hauff, Olly Holzmann, Judith Holzmeister, Lizzi Holzschuh, Christiane Hörbiger, Gusti Huber, Ulla Jacobsson, Gertraud Jesserer, Geraldine Katt, Eva Kerbler, Josefin Kipper, Doris Kirchner, Hansi Knoteck, Dora Komar, Inge Konradi, Hilde Krahl, Ida Krottendorf, Elfriede Kuzmany, Hedy Lamarr, Lotte Lang, Susi Lanner, Helene Lauterböck, Trude Lechle, Lotte Ledl, Lotte Lenya, Inge List, Gerlinde Locker, Sylvia Lopez, Tilly Losch, Celia Lovsky, Erni Mangold, Christl Mardayn, Trude Marlen, Louise Martini, Johanna Matz, Gerda Maurus, Herta Mayen, Elfie Mayerhofer, Marisa Mell, Edith Mill, Trude von Molo, Susi Nicoletti, Elfriede Ott, Eva Pawlik, Ina Peters, Maria Perschy, Paula Pflüger, Else Rambausek, Erika Remberg, Annie Rosar, Angela Salloker, Maria Schell, Romy Schneider, Marianne Schönauer, Gretl Schörg, Alma Seidler, Helli Servi, Lilia Skala, Traudl Stark, Elisabeth Stiepl, Rose Stradner, Gretl Theimer, Helene Thimig, Jane Tilden, Nadja Tiller, Olga von Togni, Luise Ullrich, Ellen Umlauf, Lizzi Waldmüller, Thea Weis, Senta Wengraf, Paula Wessely, Gusti Wolf, Bibiana Zeller, Grete Zimmer, Yetta Zwerling
Männer:
Peter Alexander, Leon Askin, Leonhard Auer, John Banner, Theodore Bikel, Franz Böheim, Alfred Böhm, Karlheinz Böhm, Klaus Maria Brandauer, Hans Brenner, Siegfried Breuer, Siegfried Breuer jr., Heinz Conrads, Armin Dahlen, Theodor Danegger, Helmut Dantine, Robert Dietl, Ludwig Donath, Felix Dvorak, Josef Egger, Carl Esmond (=Willy Eichberger), Richard Eybner, C. W. Fernbach, O. W. Fischer, Karl Fochler, Bert Fortell, Robert Freytag, Erik Frey, Harry Fuss, Hugo Gottschlich, Leopold Hainisch, Otto Hartmann, Karl Hellmer, Paul Henreid, Hans Holt, Fritz Holzer, Attila Hörbiger, Thomas Hörbiger, Adrian Hoven, Peter Illing, Kurt Jaggberg, Michael Janisch, Curd Jürgens, Kurt Kasznar, Alexander Kerst, Dieter Kirchlechner, Eduard Köck, Walter Kohut, Friedrich von Ledebur, Fred Liewehr, Hugo Lindinger, Robert Lindner, Theo Lingen, Eduard Linkers, Helmuth Lohner, Peter Lorre, Paul Löwinger, Ferdinand Marian, Franz Marischka, Josef Meinrad, Kurt Meisel, Fritz Muliar, Reggie Nalder, Erich Nikowitz, Rolf Olsen, Karl Paryla, Nikolaus Paryla, Heinz Petters, Franz Pfaudler, Gunther Philipp, Klaus Pohl, Eric Pohlmann, Rudolf Prack, Hans Putz, Helmut Qualtinger, Freddy Quinn, Fred Raul, Walter Regelsberger, Raoul Retzer, Walther Reyer, Gregor von Rezzori, Rudolf Rhomberg, Gerhard Riedmann, Richard Romanowsky, Leopold Rudolf, Albert Rueprecht, Toni Sailer, Maximilian Schell, Edmund Schellhammer, Otto Schenk, Karl Schönböck, Dietmar Schönherr, Hans Schott-Schöbinger, Heinrich Schweiger, Karl Schwetter, Albin Skoda, Karl Skraup, Alfred Solm, Kurt Sowinetz, Viktor Staal, Frederick Stafford, Ernst Stankovski, Edd Stavjanik, Erwin Strahl, Otto Tausig, Georg Tressler, Alexander Trojan, Walter Varndal, Friedrich von Ledebur, Gregor von Rezzori, Ernst Waldbrunn, Rolf Wanka, Peter Weck, Oskar Wegrostek, Kurt Weinzierl, Gustl Weishappel, Oskar Werner, Rudolf Wessely, Bernhard Wicki

## 1960er bis 1980er Jahre
Frauen:
Helga Anders, Hannelore Auer, Claudia Androsch, Ulrike Beimpold, Maria Bill, Monica Bleibtreu, Katharina Böhm, Konstanze Breitebner, Lore Brunner, Christine Buchegger, Ingrid Burkhard, Marie Colbin, Sybil Danning, Erika Deutinger, Gerlinde Döberl, Birgit Doll, Ina Duscha, Stefanie Dvorak, Mercedes Echerer, Andrea Eckert, Silvia Fenz, Daniela Gäts, Tanja Gruber, Julia Gschnitzer, Isa Haller, Brigitte Karner, Karin Kienzer, Andrea Kiesling, Sonja Kirchberger, Dagmar Koller, Sibylle Kos, Marika Lichter, Therese Lohner, Sissy Löwinger, Claudia Martini, Ulli Maier, Doris Mayer, Inge Maux, Marianne Mendt, Petra Morzé, Erika Mottl, Liliana Nelska, Marianne Nentwich, Brigitte Neumeister, Paula Nocker, Elisabeth Orth, Angelika Ott, Christine Ostermayer, Dorothea Parton, Margot Philipp, Erika Pluhar, Patricia Rhomberg, Maria Rohm, Michaela Rosen, Rose Renée Roth, Eva Rueber-Staier, Dolores Schmidinger, Christine Schuberth, Olivia Silhavy, Hilde Sochor, Julia Stemberger, Elisabeth Stepanek, Monika Strauch, Brigitte Swoboda, Johanna Tomek, Elisabeth Trissenaar, Barbara Valentin, Heidelinde Weis, Emmy Werner
Männer:
Herb Andress, Wolf Bachofner, Helmut Berger, Joe Berger, William Berger, Wolfram Berger, Carlo Böhm, Jaromír Borek, Klaus Maria Brandauer, Jacques Breuer, Pascal Breuer, Franz Buchrieser, Rudolf Buczolich, Stefan Fleming, Albert Fortell, Georg Friedrich, Karl Friedrich, Peter Fröhlich, Christian Futterknecht, Herbert Fux,  Max Grießer, Alfons Haider, Karlheinz Hackl, Erhard Hartmann, Adi Hirschal, Hakon Hirzenberger, Robert Hoffmann, Hans Hollmann, Wolfgang Hübsch, Xaver Hutter, Peter Janisch, I Stangl, Udo Jürgens, Fritz Karl, Götz Kauffmann, Peter Kern, Ernst Konarek, Werner Kreindl, Walter Langer, Erwin Leder, Niki List, William Mang, Paulus Manker, Georg Marischka, Karl Merkatz, Tobias Moretti, Hans Georg Nenning, Dietmar Nigsch, Günther Paal, Erich Padalewski, Stephan Paryla-Raky,  Werner Pochath, Werner Prinz, Hanno Pöschl, Ulrich Reinthaller, Lukas Resetarits, Otto W. Retzer, Klaus Rohrmoser, Sieghardt Rupp, Rudi Schippel, Walter Schmidinger, August Schmölzer, Michael Schönborn, Arnold Schwarzenegger, Ronald Seboth, Herwig Seeböck, Peter Simonischek, Christian Spatzek, Erwin Steinhauer, Wolfgang Unterzaucher, Peter Uray, Andreas Vitásek, Nikolas Vogel, Alexander Waechter, Klaus Wildbolz, Wilfried Zeller-Zellenberg, Vitus Zeplichal, Gunter Ziegler, August Zirner

## 1990er Jahre bis heute
Frauen:
Natalie Alison, Patricia Aulitzky, Pia Baresch, Muriel Baumeister, Gabriela Benesch, Heidi Berger, Nicole Beutler, Eva Billisich, Nina Blum, Ruth Brauer-Kvam, Sandra Cervik, Emily Cox, Hemma Clementi, Hilde Dalik, Martina Ebm, Julia Edtmeier, Lili Epply, Caroline Frank, Julia Franz Richter, Michou Friesz, Stefanie Frischeis, Simone Fuith, Miriam Fussenegger, Saman Giraud, Daniela Golpashin, Doris Golpashin, Susanne Gschwendtner, Caroline Grothgar, Mariam Hage, Andrea Händler, Alma Hasun, Eva Herzig, Nora Heschl, Doris Hick,  Pia Hierzegger, Maddalena Hirschal, Heide Hoffmann, Maria Hofstätter, Christiane Hörbiger, Mavie Hörbiger, Antonia Jung, Tini Kainrath, Christina Karnicnik, Karin Kienzer, Michaela Klamminger, Katharina Klar, Julia Koschitz, Maria Köstlinger, Claudia Kottal, Brigitte Kren, Cindy Kurleto, Jaschka Lämmert, Katrin Lampe, Barbara Lanz, Elisabeth Lanz, Birgit Linauer, Karin Lischka, Johanna Mahaffy, Silvia Maleen, Edita Malovčić, Larissa Marolt, Jana McKinnon, Silvia Meisterle, Birgit Minichmayr, Marion Mitterhammer, Marlene Morreis, Adele Neuhauser, Jennifer Newrkla, Angelika Niedetzky, Chris Pichler, Nina Proll, Tanja Raunig, Bettina Redlich, Lena Reichmuth, Stefanie Reinsperger, Sabrina Reiter, Sophie Resch, Kathrin Resetarits, Monica Reyes, Maresi Riegner, Sophie Rois, Michaela Rosen, Anna Rot, Nikola Rudle, Doris Schretzmayer, Gabriela Schmoll, Elfriede Schüsseleder, Franziska Singer, Barbara Sotelsek, Martina Spitzer, Eva Spreitzhofer, Kristina Sprenger, Susi Stach, Miriam Stein, Marie-Luise Stockinger, Katharina Straßer, Zoë Straub, Ursula Strauss, Aglaia Szyszkowitz, Nora Waldstätten, Monica Weinzettl, Barbara Weinzierl, Andrea Wenzl, Franziska Weisz, Elke Winkens, Sissi Wolf, Susanne Wuest, Barbara Wussow, Liliane Zillner, Martina Zinner
Männer:
Alexander Absenger, Michael Aichhorn, Erich Altenkopf, Nikolaus Barton, Clemens Berndorff, Gregor Bloéb, Roman Blumenschein, Wolfgang Böck, Florian Carove, Armin Dallapiccola, Michael Dangl, Alfred Dorfer, Christoph Dostal, Wolfgang Cerny, Ludwig Dornauer, Roland Düringer, Michael Edlinger, Jakob Elsenwenger, Christoph Fälbl, Serge Falck, Karl Fischer, Herbert Föttinger, Günter Franzmeier, Georg Friedrich, Arno Frisch, Manfred Fuchs, Michael Fuith, Enzo Gaier, Viktor Gernot, Michael Glantschnig, Josef Griesser, Gernot Haas, Matthias Hack, Josef Hader, Simon Hatzl, Rony Herman, Hakon Hirzenberger, Philipp Hochmair, Aaron Karl, Daniel Keberle, Andreas Kiendl, Hermann Killmeyer, Gregor Kohlhofer, Walter Kordesch, Christoph Kornschober, Harald Krassnitzer, Karl Ferdinand Kratzl, Johannes Krisch, Gerhard Liebmann, Joseph Lorenz, Christoph Luser, Andreas Lust, William Mang, Manuel Mairhofer, Karl Markovics, Michael Menzel, David Miesmer, Lukas Miko, Thomas Mraz, Michael Niavarani, Martin Niedermair, Juergen Maurer, Murathan Muslu, Thomas Nash, Hans Georg Nenning, Johann Nikolussi, Johannes Nussbaum, Robert Palfrader, Reinhard Nowak, Cornelius Obonya, Klaus Ofczarek, Nicholas Ofczarek, Tobias Ofenbauer, Michael Ostrowski, Aleksandar Petrović, Gerald Pichowetz, Wolfgang Pissecker, Martin Ploderer, Hary Prinz, Georg Prokop, Alexander Pschill, Joe Rabl, Wolfgang Rauh, Oliver Rosskopf, Klaus Rott, Manuel Rubey, Laurence Rupp, Branko Samarovski, Christopher Schärf, Bernhard Schir, Markus Schleinzer, Julian Schneider, Holger Schober, Thomas Schubert, Patrick Seletzky, Simon Schwarz, Gregor Seberg, Jakob Seeböck, Manuel Sefciuc, Lois Seidl, Hans Sigl, Roland Silbernagl, Johannes Silberschneider, Dominic Marcus Singer, Götz Spielmann, Leonhard Srajer, Robert Stadlober, Thomas Stipsits, Christian Strasser, Alexander Strömer, Hannes Thanheiser, Florian Teichtmeister, Raimund Wallisch, Christoph Waltz, Dominik Warta, Lukas Watzl, Julian Weigend, Peter Windhofer, Harald Windisch, Peter Wolf, Rainer Wöss, Thomas Momcinovic,